# Wirtemberska Tss 3
Wirtemberska Tss 3 - parowóz wąskotorowy wyprodukowany dla kolei wirtemberskich dla kolei wąskotorowych o rozstawie szyn 750 mm. Wyprodukowano 4 parowozy w zakładach Maschinenfabrik Esslingen. W parowozie zamontowano sterowanie systemu Klose który umożliwiało pokonywanie ostrych łuków toru przez umożliwienie radialnego ustawiania się skrajnych osi napędnych. Parowozy miały wewnętrzne cylindry oraz iskrochron. Parowozy wyposażono w hamulec powietrzny oraz hamulec wrzecionowy. Osie lokomotywy były napędzane przez korby Halla w ramie zewnętrznej. Zostały wycofane z eksploatacji w 1927 roku.